# Laguna Verde (Neuquén)

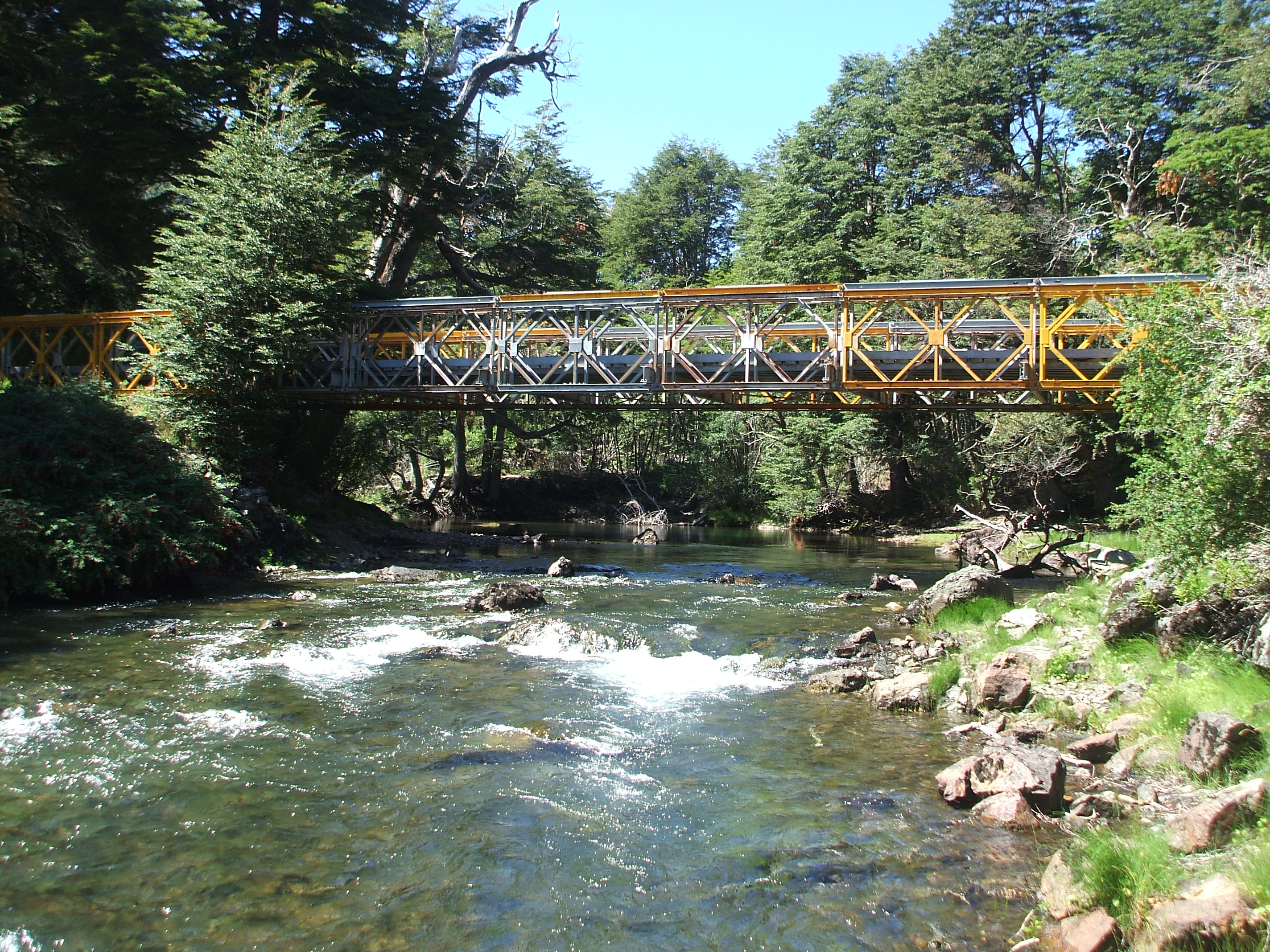
Puente sobre la laguna.

La laguna Verde es un pequeño lago argentino de origen glaciar ubicado en el departamento Huiliches en la provincia de Neuquén, en la Patagonia.

## Geografía
El lago es de tipo glaciar y ocupa el lado oeste de un estrecho valle perpendicular a los Andes, la parte oriental de la misma está ocupada por el lago Curruhué. Se extiende de este a oeste con una longitud de 1,3 kilómetros, dentro del parque nacional Lanín.
Su costa suroeste está ocupada por una antigua corriente de lava debido a una erupción significativa del volcán Achen Niyeu que literalmente aplastó la parte occidental de la laguna al penetrarla profundamente. Este volcán se encuentra a unos 4 km al suroeste del sitio, y esta erupción ha marcado profundamente la orilla sur del lago Epulafquen situado al noroeste de la Laguna Verde.

## Hidrografía
Su emisario, el río Verde es también su principal afluente. Se abre en su extremo oriental, desde el lago Curruhue a una distancia de sólo 700 metros. El río abandona la laguna en su costa occidental hacia la Laguna del Toro y el lago Epulafquen.